# Middelmeer (Harkstede)
Het Middelmeer is een voormalig meertje of meerstal ten zuiden van het Slochterdiep in de provincie Groningen. Hij lag bij het Groote Meer en het Kleine Meer. De visserij in deze meren was oorspronkelijk het bezit van de heren van Scharmer; de eigendom van de meren werd later onder de aangrenzende eigenaren verdeeld. 
In 1989 werd hier de Watersportbaan van Harkstede aangelegd, die in 2014 is gesloten.
De Driemerenweg in Meerstad is genoemd naar deze drie meertjes.